# Сухој Су-9
Сухој Су-9  (рус. Сухой Су-9; НАТО назив енгл. Fishpot) је суперсонични ловац-пресретач на млазни погон са делта крилима направљен у Совјетском Савезу. Први прототип овог авиона је први пут полетео 1955. године након кога је направљено још 6 прототипава да би прототип из кога је настао авион Су-9 полетео 1957. године. Производња овог авиона је почела 1958, а у употребу је уведен 1959. године и био у употреби све до 1981. На бази овог авиона, је 1961. године развијена његова модификација такође ловац пресретач Су-11.

## Пројектовање и развој
У току Корејског рата, ЦАГИ институт је спровео опсежна истраживања на основу којих је направљена студија у којој је идентификовано неколико шема оптималних аеродинамичких форми авиона на млазни погон. Ова студија је послужила као основ свим ОКБ - Опитним конструкционим бироима у пројектовању нових авиона. На основу ове студије су пројектовани и авиони о којима је реч у овом чланку.
Рад на пројекту авиона Су-9 је почео 14. маја 1953. године, када је П. О. Сухој именован за главног пројектанта ОКБ-1 који је формиран са задатком да направи совјетску копију америчког ловца F-86 Сејбр. За месец дана након тога Биро се окренуо пројектовању суперсоничног борбеног авиона и то: једног са стреластим крилима који је добио ознаку С-1 (према облику крила С-стреласта) и другог са делта крилима који је добио ознаку Т-3 (према Т-троугласта крила). Прототип овог авиона са ознаком Т-3 је завршен у октобру месецу 1955. године и отпочето је његово тестирање. Први пут је јавности приказан 24. јуна 1956. године у Тушину на Дан авијације заједно са осталим новим авионима. Прототип Т-3 постаје летећа лабораторија на којој су тестирани радари, мотори и наоружање. Након овог прототипа направљена је читава серија прототипских авиона који су имали разне ознаке од ПТ-7 до ПТ-8-5. Прототипски авион са ознаком Т-43 обавио је први пробни лет 10. октобра 1957. године, њим је управљао В. С. Иљушин пробни пилот који је са овим авионом (до душе без радара и наоружања) 30. октобра 1957. достигао висину од 21.500 m, а два дана касније постигао брзину од 2.200 km/h. До краја 1957. године обављено је 40 летова овим прототипом авиона и потврдила исправност овог конструктивног решења.
Авион је добио званичан назив Су-9, а производиле су га Фабрике авиона N°153 Новосибирск и N°30 Москва у периоду 1958. до 1962.

### Технички опис авиона Су-9
Авион Су-9 (1957) је једноседи једномоторни авион направљен према класичној шеми, средњокрилац је са делта (троугластим) крилом и углом нагиба нападне ивице крила 53° што му омогућава постизање веома великих брзина. Репни стабилизатори су такође стреластог облика. Труп авиона је кружног облика и одликовао се чистим аеродинамичним површинама. На носу авиона се налазио улаз за ваздух са системом за аутоматско регулисање протока у зависности од висине и брзине лета авиона са минималним отпором. Нови снажан турбо млазни мотор Љуљка АЛ-7Ф-1 са функцијом додатног сагоревања (форсаж) имао је потисак близу 100 kN, хидраулични систем са радним притиском од 210 bar, нови систем управљања и контроле радних фунција авиона, дуплиране коморе ракетних бустера, нови систем седишта за катапултирање (избацивање под углом) знатно је смањио број повреда пилота при катапултирању, све су то новости које су први пут примењене код авиона Су-7 од кога се разликује само по крилима. Стајни трап је увлачећи система трицикл, предња носна нога се увлачила у труп авиона, а главне ослоне ноге су се налазиле испод крила и у току лета су се увлачиле у крила. Положај крилних ногу стајног трапа је био такав да није сметао систему подвешавања оружја и спољних резервоара за гориво. Кокпит пилота смештен у кабину под притиском, а лоциран готово у самом носу авиона омогућавао је добру прегледност пилоту како у фазама полетаља и слетања тако и при лету авиона. Авион Су-9 је у принципу био добро наоружан, а конкретно наоружање је завислило од типа авиона да ли је био ловац или ловац-бомбардер. У унутрашњости авиона били су смештени резервоари запремине 3.780 литара горива што му је омогућавао долет од 1.350 km, а са два подвесна резервоара са по 600 литара долет му је износио 1.800 km.

### Технички опис авиона Су-11
Авион Су-11 (1959) је побољшана варијанта авиона Су-9, по спољном изгледу се скоро не разликују, (повећана му је дужина за 600 mm). Су-11 је такође био ловац пресретач (НАТО назив енгл. Fishpot-C) кога покреће мотор АЛ-7Ф-2 са потиском од 99,80 kN, са мањом специфичном потрошњом горива у односу на претходника, полетна маса овог авиона износи 13.600 kg. У унутрашњости авиона били су смештени резервоари са запремином 3.445 литара, и два подвесна резервоара од 720 литара што му је обезбеђивало долет од 1.800 km, а оперативни плафон лета 17.000 m, максимална брзина 1.915 km/h. Од наоружања био је опремљен са две навођене ракете категорије ваздух-ваздух, једна ракета је била радарски навођена, а друга инфрацрвеним зрацима тако да је било јако тешко ометати их. Ракете су имале ефикасан домет 20 km, а њима су могли да се гађају циљеви и 5 km изнад авиона носача ракета. Поред овога имао је и савременију електронску опрему, радар домета 30 km. Због побољшане стабилности Су-11 је имао нешто већу хоризонталну брзину лета али су му остале карактеристике биле нешто лошије од Су-9.

### Варијанте авиона Сухој Су-9
Ознаке варијанти авиона Су-9 приказани су надаље:
- Т-3 – прва прототипска верзија тактички ловац Су-9 произведен (1956) са мотором АЛ-7Ф,
- Т-43 – прототипови авиона Су-9 са мотором АЛ-7Ф-1 направљено 6 примерака у периоду (1956—1957),
- Т-47 – прототип авиона Су-9 са радаром Алмаз произведен (1957),
- Су-9 – серијска варијанта ловаца-пресретача Су-9 произведено 1.100 примерака у периоду (1958—1962),
- У-43 – варијанта авиона Су-9 намењен борбеној обуци пилота, пилоти су у тандему, а авион је био дужи за 600 mm од серијског авиона  (рус. У – Учебный),
- Су-9У – школско тренажна варијанта авиона Су-9 произведено је 50 примерака ових авиона и био је комплетно наоружан као и борбени авион (НАТО ознака Maiden),
- T-431 - варијанта авиона Су-9 прављена специјално за обарање светског рекорда у висини лета,
- Су-11 – модификација авиона Су-9, са појачаним мотором, побољшаним радаром смештеним у носу авиона, повећан радијус дејства у односу на Су-9, производња је трајала од 1961 до 1965. године и укупно је произведено 108 примерака ових авиона[6].

## Наоружање
| Наоружање авиона: Сухој Су-9   |                                                                                           |
| Ватрено (стрељачко) наоружање  |                                                                                           |
| Топ                            |                                                                                           |
| Митраљез                       |                                                                                           |
| Бомбардерско наоружање (бомбе) |                                                                                           |
| Ракетно наоружање (ракете)     |                                                                                           |
| Број и ознака ракета           | Вођене ракете ваздух-ваздух 4 х РС-2УС (радарско навођење) и 2 х К-55 (топлотно навођење) |
| Број подвешаних ракета         | 6                                                                                         |

## Оперативно коришћење
Авион Сухој Су-9 је произведен у 1.100 а Су-11 у 108 примерака. Ови авиони су дуги низ година и представљали окосницу пресретачке авијације Совјетског ваздухопловства. Њиме је било наоружано 30 ловачких пукова, између осталог овим авионима је било поверено чување ракетодрома Бајконур. Овај авион се није извозио и био је у наоружању искључиво совјетског војног ваздухопловства. Дуго година Су-9/Су-11 је био најбржи авион са највећим плафиним лета и Совјетском Савезу. Овим авионом је покушано обарање шпијунског авиона У-2, 1. маја 1960. године којим је управљао Ф. Пауерс. Иначе овим авионима су обарани шпијунски балони на великим висинама који су се користили за шпијунажу у току Хладног рата. У примарној функцији заштити ваздушног простора Совјетског Савеза су га заменили напреднији авиони Су-15 и МиГ-25. Неки од ових авиона су након повлачења из ловачке службе претворени у даљински управљане авионе.
Овим авионом су постављена неколико светских рекорда:
- Пилот В. С. Иљушин[1] је 1959. године авионом СУ-9 (Т-431 ), поставио је нови висински светски рекорд у лету на надморској висини од - 28.857 m;
- током 1962. године - постављен је апсолутни светски рекорд у константној висини хоризонталног лета од - 21.270 m;
- пилот Б. М. Адријанов[1] је 1960. године, у авиону Т-405 (Су-9) поставио апсолутни светски брзински рекорд у затвореном кругу 100 km од - 2.092 km/h;
- пилот А. А. Кознов[1] је 1962. године, поставио апсолутни светски брзински рекорд у затвореном кругу 500 km од - 2.337 km/h;

## Земље које су користиле овај авион
- СССР